# Audino Rodríguez y Olmos
Audino Rodríguez y Olmos (Santa Rosa de Río Primero, 21 de septiembre de 1888 - San Juan, 3 de agosto de 1965) fue un sacerdote católico argentino, que fue Obispo de Santiago del Estero y Arzobispo de San Juan de Cuyo.

## Biografía
En su juventud fue inspirado por el ejemplo de su lejano pariente, el cura José Gabriel Brochero, el "cura gaucho", a quien conoció en varias visitas a Río Primero.
Ingresó al seminario conciliar de Córdoba y luego se trasladó a Roma, donde estudió en la Universidad Gregoriana; fue ordenado presbítero en 1912 en la Basílica de San Juan de Letrán y dos años más tarde se doctoró en derecho canónico. De regreso a Córdoba, fue nombrado profesor del Seminario, escribió en varios diarios y periódicos y tuvo una actuación descollante en la defensa de la educación tradicional en la Universidad Nacional de Córdoba durante el estallido de la reforma universitaria de 1918. Ese mismo año publicó un libro de filosofía, Nuestras razones.
Fue nombrado obispo de la diócesis de Santiago del Estero por el papa Pío XI el 7 de julio de 1927. Inauguró el seminario conciliar de la diócesis, el 25 de julio de 1928; creó tres vicarías y nueve nuevas parroquias, que se sumaron a las once existentes. Invitó a los Hermanos de Nuestra Señora de la Misericordia —una congregación de origen belga— a la diócesis, donde fundaron el Colegio San José, especializado en educar jóvenes del interior de la provincia. Edificó un nuevo templo en la localidad de Sumampa, donde se rindió culto a la Virgen de Sumampa, y mejoró las instalaciones en las que se rinde culto al Señor de Mailín. Inició la construcción del palacio episcopal y reformó la Catedral. Fundó la sección local de la Acción Católica.
En esa sede publicó El Problema Educacional (1933), en el que defendía la educación religiosa. Tras años de intentar la publicación de un periódico expresamente católico en Santiago del Estero, en 1938 logró iniciar la edición de El Momento, aunque el mismo dejó de publicarse pocos meses más tarde.
A fines de 1938, los conservadores santiagueños propusieron su nombre para las elecciones para la Convención Constituyente provincial. Elegido para ese cargo, presentó varios proyectos que no fueron aprobados, como la eliminación del carácter laico de la educación, la inclusión del juramento por Dios y la Patria para los gobernadores y magistrados, el sostenimiento del culto católico.
Fue nombrado obispo de San Juan de Cuyo el 5 de octubre de 1939 por el Papa Pío XII, asumiendo el cargo en abril del año siguiente.
En enero de 1944 se encontraba de vacaciones en las sierras de Córdoba, aislado por un temporal de lluvias, cuando se produjo el terremoto que destruyó la capital sanjuanina. Tras un complicado viaje de regreso, llegó a la ciudad destruida y se hizo cargo del rescate de los bienes de la Iglesia en la misma. Reunió las cenizas de las víctimas desconocidas del terremoto en la Iglesia de la Concepción, la única que se encontraba parcialmente en pie. Durante las obras de reconstrucción de la ciudad, puso la misma y el entero Valle de Tulum bajo la advocación de la Virgen María. Durante los siguientes años, se dedicaría a la acción pastoral relacionada con la reconstrucción de la ciudad y los pueblos vecinos, y se mantuvo apartado de conflicto de la Iglesia con el gobierno peronista.
Tuvo un papel secundario en la fundación en 1953 del Instituto Preuniversitario San Buenaventura, base de la después Universidad Católica de Cuyo, de la cual fue nombrado Gran Canciller. Tras el golpe de Estado de derrocó al presidente Juan Domingo Perón fue el redactor del primer documento de la Conferencia Episcopal Argentina, en la que se convocaba a los católicos a reunirse en una acción política común, aunque sin mencionar al Partido Demócrata Cristiano, y en el que se criticaba el espíritu crítico en los laicos hacia la dirigencia católica. Durante las consultas previas al Concilio Vaticano II se pronunció a favor de la jubilación de los obispos y de la misa en lenguas locales, abandonando la obligatoriedad de la misa en latín. Durante su gestión como obispo de San Juan publicó dos nuevos libros sobre teología, Nuestros dogmas, y Cuestiones sobre la Familia.
Falleció en la ciudad de San Juan en agosto de 1965. Varias calles y colegios en las principales ciudades sanjuaninas llevan su nombre.